# جيلرا
جيلرا هي شركة إيطالية مصنعة للدراجات النارية. تأسست في 1909 بواسطة جوزيبي جيلرا. هي تابعة لبياجيو حيث قامت بشرائها في سنة 1969. فازت ببطولات عالم في فئة 500 سي سي وذلك في 1950 عبر أمبرتو ماسيتي، 1953 عبر جيف دوك و1957 عبر يبيرو ليبيراتي.